# Дрейзеншток, Анна Мироновна
Анна Мироновна Дрейзеншток (Анда Мееровна Дрейзеншток, бел. Анда Міронаўна Дрэйзеншток) (1896, м. Новый Погост, Виленская губерния — 1975, Чита) — революционерка, старая большевичка, партийный и хозяйственный работник 20-30-х годов XX века.

## Биография
Родилась в 1896 году в местечке Новый Погост Виленской губернии в мещанской семье. Училась в приходской школе (1905—1909), затем училась экстерном (1910—1913) параллельно учась портняжному делу (1909—1910), позднее работала на фабриках Малазникова, Штейна и др. в г. Риге где принимала участие в революционной деятельности. До революции 1917 года жила и работала в Швейцарии.
В 1911 году состояла в Бундовском кружке, с 1917 года — член РСДРП(б), была принята в партию Военной организацией при ЦК РСДРП(б) и была членом её бюро в течение 1917—1918 гг.
В годы гражданской войны вела партийно-массовую работу в составе 1-й железного полка защиты Пролетарской революции на Псковском, Архангельском и Деникинском фронтах Гражданской войны в качестве политработника в течение 1918—1919 годов. В 1919 году была заведующим орг.инструкторским отделом Петроградского губвоенкомата, была членом Петросовета, и в том году была переведена на Украину зав. агитационно-инструкторским отделом Киевского окрвоенкомата.
В конце 1919-начале 1920 годов была назначена зам. начальника политуправления ВОХРа, но ввиду болезни не приступила к своим обязанностям. Была отправлена на работу в ВЧК на пост заместителя заведующего информотдела Особого отдела ВЧК (1920-1921). Откуда была направлена на работу в НКИД и работала секретарем полпредств РСФСР-СССР в Германии и Греции с перерывами в течение 1921—1926 гг. После возвращения из Греции была направлена на работу в г. Орёл, где работала зам. председателя губернского крестьянзема.
С 1927 года работает в Пензе на партийной работе: заведующая агитпропотдела Пензинского райкома партии (1927—1928), заведующая агитпропотдела Пензинского горкома ВКП(б) (1928—1929) и завотделом Пензинского окружкома ВКП(б) (1929). В течение всей работы в Пензе входила в составы бюро: Пензинского ГК ВКП(б) (1928), Пензинского РК ВКП(б) (1928—1929) и Пензинского окружкома ВКП(б) (1928—1929).
С 1929 по 1932 гг. учится на курсах марксизма-ленинизма в Москве, после окончания которых была направлена в Восточно-Сибирский крайком партии на должность зав. сектором зерновых районов оргинструкторского отдела крайкома ВКП(б) и в течение года работала в Иркутске.
С 1933 по 1936 годы работала первым секретарем Братского райкома ВКП(б), в 1935 году вошла в состав Восточносибирского крайкома ВКП(б), в феврале 1936 года была переведена на аналогичную должность в г. Борзя. В Борзи была арестована 9 июля 1937 года как член правотроцкистско-контрреволюционной организации, через некоторое время был арестован ее муж редактор местной газеты Никадр Пластинин. В отличие от мужа, Анна Дрейзеншток 5 сентября 1939 года была освобождена из-под стражи за отсутствием состава преступления.
После освобождения с 1940 года работала заместителем начальником Читинского обллита и начальником Обллита, с 1945 года работала директором книжного издательства в Чите, после выхода на пенсию проживала в городах Чита и Иркутск.
В феврале 1945 года была награждена медалью «За доблестный труд в Великой Отечественной войне 1941—1945 гг.», в 1967 году была награждена орденом Ленина с формулировкой: за активное участие в Великой Октябрьской социалистической революции, гражданской войне и в борьбе за установление Советской власти в 1917—1922 гг., в связи с пятидесятилетием Великого Октября.
Умерла в г. Чита в 1975 году.